# Deutsche Deonyme nach Alphabet
Ein Deonym ist ein von einem Eigennamen (z. B. dem Namen einer Person oder eines Ortes) abgeleitetes Wort. Dieser Eigenname (Namensgeber) heißt dann Eponym.
Diese Liste erfasst sowohl echte Eponyme im Sinne der Sprachwissenschaften als auch diverse bekanntere Pseudo-Eponyme (reine Würdigungen und Bezeichnungen nach Erfinder/Entdecker und Ähnlichem).

## A
| Begriff                | Name                     | Anmerkungen |
| ---------------------- | ------------------------ | --- |
| Achillesferse          | Achilles                 | Griechischer Held in der Ilias. Seine Mutter Thetis versuchte, ihn unverwundbar zu machen. Die Stelle an der Ferse, an der sie ihn mit der Hand hielt, blieb die einzige verwundbare Stelle. |
| Adidas                 | Adi Dassler              | Sportschuhfabrikant, nach seinem Spitznamen „Adi“ und den ersten drei Buchstaben seines Familiennamens                                                                                       |
| Akademie               | Akademos                 | altgriechischer Heros, dessen Hain Platon zum ersten „Philosophischen Garten“ machte |
| Algorithmus            | Al-Chwarizmi             | Verfasser eines arabischen Lehrbuchs „Über das Rechnen mit indischen Ziffern“ |
| Alwegbahn              | Axel Leonard Wenner-Gren | Anfangsbuchstaben des Namens von Axel Leonard Wenner-Gren |
| Alzheimer              | Alois Alzheimer          | Neurologe und Neuropathologe |
| Amerika                | Amerigo Vespucci         | Benennung durch einen deutschen Geografen |
| Ampere                 | André-Marie Ampère       | |
| Archimedisches Prinzip | Archimedes               | |
| Apgar-Score            | Virginia Apgar           | heute oft auch als Akronym verstanden |
| Argusaugen             | Argos                    | Allesseher in der griechischen Mythologie, ein Ungeheuer mit hundert Augen am ganzen Leib |
| Ariadnefaden           | Ariadne                  | aus der griechischen Mythologie |
| Asperger               | Hans Asperger            | österreichischer Kinderpsychologe |
| Audi                   | August Horch             | lateinische Übersetzung des Familiennamens Horch |
| August                 | Augustus                 | Der römische Kaiser Augustus hatte in diesem Monat des Jahres 43 seinen ersten Consulat angetreten                                                                                           |
| Auerbachsalto          | Wilhelm Auerbach         | (1835–1880), deutscher Turn- und Fechtlehrer |
| Axel                   | Axel Paulsen             | Sprung beim Eiskunstlauf |

## B
| Begriff               | Name                            | Anmerkungen |
| --------------------- | ------------------------------- | --- |
| Bach-Blüten           | Edward Bach                     | englischer Arzt |
| Baedeker              | Karl Baedeker                   | Verleger von Reiseliteratur, revolutionierte die Reiseliteratur, um die Benutzer unabhängig von Fremdenführern zu machen                        |
| Bandoneon             | Heinrich Band                   | |
| Barras                | Paul de Barras                  | in Frankreich unbekannt, vermutlich Ableitung aus dem Jiddischen: „baras“, eine Art Fladenbrot                                                  |
| Béchamelsoße          | Louis Béchamel                  | |
| Beckmesserei          | Sixtus Beckmesser               | kleinlicher, pedantischer Kritiker in der Wagner-Oper „Die Meistersinger von Nürnberg“                                                          |
| Begonie               | Michel Bégon                    | |
| Benediktiner          | Benedikt von Nursia             | |
| Becquerel             | Antoine Henri Becquerel         | |
| Berlitz Sprachschulen | Maximilian Delphinius Berlitz   | |
| Bernhardiner          | Bernhard von Menthon            | Lawinenhund auf dem Großen St. Bernhard |
| Bessemerbirne         | Henry Bessemer                  | |
| Bezirzen              | Kirke                           | Kirke (lateinisch Circe) ist eine Zauberin der griechischen Mythologie, verzaubert die Gefährten des Odysseus                                   |
| Birchermüesli         | Maximilian Oskar Bircher-Benner | Pionier der Vollwertkost |
| Bismarckhering        | Otto von Bismarck               | Deutscher Reichskanzler: „Wenn Heringe genau so teuer wären wie Kaviar, würden ihn die Leute weitaus mehr schätzen.“                            |
| Bosch-Horn            | Robert Bosch                    | |
| Bougainvillea         | Louis Antoine de Bougainville   | |
| Bowiemesser           | Jim Bowie                       | |
| Boykott               | Charles Cunningham Boycott      | Gutsverwalter in Irland, dessen Verhalten gegenüber Pächtern dazu führte, dass niemand mehr für ihn arbeiten oder mit ihm Handel treiben wollte |
| Braille               | Louis Braille                   | Blindenlehrer |
| Braunsche Röhre       | Karl Ferdinand Braun            | |
| Brockhaus             | Friedrich Arnold Brockhaus      | |
| Browning              | John Moses Browning             | |
| Büchmann              | Georg Büchmann                  | Herausgeber des Buchs „Geflügelte Worte“ |
| Bullrichsalz          | August Wilhelm Bullrich         | |
| Bunsenbrenner         | Robert Wilhelm Bunsen           | |

## C
| Begriff           | Name                         | Anmerkungen |
| ----------------- | ---------------------------- | --- |
| Cadillac          | Antoine de la Mothe Cadillac | |
| Casanova          | Giacomo Girolamo Casanova    | |
| Celsius           | Anders Celsius               | schwedischer Astronom, Mathematiker und Physiker, definierte 1742 die nach ihm benannte Temperatureinteilung                                                          |
| Chauvinismus      | Nicolas Chauvin              | übertrieben patriotischer Rekrut, der in der Armee von Napoléon Bonaparte diente und 17 Mal verwundet wurde                                                           |
| Chippendale-Möbel | Thomas Chippendale           | |
| Chrysler          | Walter Percy Chrysler        | |
| Colt              | Samuel Colt                  | |
| Cook              | Thomas Cook                  | Reisebüro, benannt nach dem Tourismus-Pionier, der in Luxor die ersten Nilkreuzfahrten organisierte, die als Meilenstein in der Geschichte des Massentourismus gelten |
| Corioliskraft     | Gaspard Gustave de Coriolis  | |
| Coulomb           | Charles Augustin de Coulomb  | |
| Curie             | Pierre Curie und Marie Curie | |

## D
| Begriff       | Name                               | Anmerkungen |
| ------------- | ---------------------------------- | --- |
| Dahlie        | Andreas Dahl                       | |
| Darwinismus   | Charles Darwin                     | |
| Davidshirsch  | Armand David                       | |
| Daviscup      | Dwight Filley Davis                | |
| Derby         | Edward, Earl of Derby              | |
| Diesel        | Rudolf Diesel                      | |
| Disneyland    | Walt Disney                        | |
| Dobermann     | Friedrich Louis Dobermann          | Dobermann arbeitete als Nachtpolizist, Justizangestellter, Abdecker, Hundesteuereintreiber sowie als Hundefänger und benötigte einen scharfen Gebrauchshund zum Personenschutz. |
| Don Juan      | Juan de Tenorio                    | |
| Dopplereffekt | Christian Doppler                  | |
| Douglasie     | David Douglas                      | |
| Draisine      | Karl Freiherr Drais von Sauerbronn | |
| Drakonisch    | Drakon                             | Gesetzesreformer, zeichnete um das Jahr 621 v. Chr. sämtliche in Athen bekannten Strafbestimmungen auf                                                                          |
| Duden         | Konrad Duden                       | |

## E
| Begriff         | Name             | Anmerkungen                                                   |
| --------------- | ---------------- | ------------------------------------------------------------- |
| Eduscho         | Eduard Schopf    | gründete den Kaffeeröster Eduscho, der heute zu Tchibo gehört |
| Eiffelturm      | Gustave Eiffel   | Ein Vorfahre aus dem 17. Jahrhundert stammt aus der Eifel.    |
| Einwecken       | Johannes Weck    | Konservierung durch Sterilisierung                            |
| Elisenlebkuchen | Elise Haeberlein | Nürnberger Bürgermädchen                                      |
| Eulersche Zahl  | Leonhard Euler   |                                                               |

## F
| Begriff                 | Name                             | Anmerkungen |
| ----------------------- | -------------------------------- | --- |
| Fahrenheit              | Gabriel Daniel Fahrenheit        | |
| Farad                   | Michael Faraday                  | |
| Faradayscher Käfig      | Michael Faraday                  | |
| Ferrari                 | Enzo Ferrari                     | |
| Ford                    | Henry Ford                       | US-amerikanischer Industrieller |
| Fordismus               | Henry Ford                       | US-amerikanischer Industrieller |
| Forsythie               | William Forsyth                  | |
| Fraunhofer-Gesellschaft | Joseph von Fraunhofer            | deutscher Optiker und Physiker |
| Fromms                  | Julius Fromm                     | |
| Fuchsie                 | Leonhard Fuchs                   | |
| Fürst-Pückler-Eis       | Hermann Fürst von Pückler-Muskau | gestattete seinem Branitzer Konditor, das Eis an Parkbesucher zu verkaufen, um Einnahmen für die Finanzierung des Parks zu erzielen |

## G
| Begriff                  | Name                    | Anmerkungen |
| ------------------------ | ----------------------- | --- |
| Gal                      | Galileo Galilei         | italienischer Astronom und Physiker                                                                                         |
| Gallup                   | George Gallup           | |
| Galvanisieren            | Luigi Galvani           | italienischer Physiker |
| Gauß                     | Carl Friedrich Gauß     | |
| Geigerzähler             | Hans Geiger             | deutscher Physiker |
| Gervais                  | Charles Gervais         | |
| Gienger-Salto            | Eberhard Gienger        | Flugelement beim Geräteturnen                                                                                               |
| Gobelin                  | Gilles Gobelin          | |
| Gordischer Knoten        | Gordios                 | kunstvoll verknotete Seile, die am Streitwagen des Königs Gordios durch die Götter befestigt waren                          |
| Goretex                  | Wilbert Gore            | |
| Gregorianischer Kalender | Gregor XIII.            | Papst, der den Kalender anpassen ließ                                                                                       |
| Guillotine               | Joseph-Ignace Guillotin | Gegner der Todesstrafe, schlug als Übergangslösung eine Hinrichtungsform vor, bei der eine Maschine „schmerzlos enthauptet“ |
| Guppy                    | Lechmere Guppy          | |

## H
| Begriff             | Name                   | Anmerkungen |
| ------------------- | ---------------------- | --- |
| Halleyscher Komet   | Edmund Halley          | entdeckte 1705, dass der 1682 beobachtete Himmelskörper mit früheren Kometenerscheinungen identisch sein müsse, und sagte eine Wiederkehr für 1759 korrekt voraus |
| Hammondorgel        | Laurens Hammond        | |
| Haribo              | Hans Riegel, Bonn      | Süßwarenhersteller |
| Hartz IV            | Peter Hartz            | Kommissionsleiter „*Moderne Dienstleistungen am Arbeitsmarkt*“, ehemaliger Volkswagen-Personalvorstand                                                            |
| Harvard-Universität | John Harvard           | vermachte seine Bibliothek, die 320 Bände umfasste, an das im Nachbarort Cambridge gelegene College                                                               |
| Hertz               | Heinrich Hertz         | |
| Hoffmannstropfen    | Friedrich Hoffmann     | |
| Honda               | Soichiro Honda         | |
| Humboldtstrom       | Alexander von Humboldt | deutscher Forscher |

## I
| Begriff   | Name          | Anmerkungen                               |
| --------- | ------------- | ----------------------------------------- |
| Immelmann | Max Immelmann | deutscher Jagdflieger im Ersten Weltkrieg |

## J
| Begriff | Name                 | Anmerkungen |
| ------- | -------------------- | --- |
| Joule   | James Prescott Joule | englischer Physiker, vermutete früh die Existenz einer Äquivalenz von mechanischer Arbeit und Wärme (mechanisches Wärmeäquivalent) |
| Juli    | Gaius Iulius Caesar  | Caesars Geburtsmonat |

## K
| Begriff             | Name                             | Anmerkungen |
| ------------------- | -------------------------------- | --- |
| Kaiser              | Gaius Iulius Caesar              | ursprünglich ein latinischer Familienname |
| Kaiserschnitt       | Gaius Iulius Caesar              | laut Plinius dem Älteren (Naturalis historia 7,47) leitet sich der Name Caesar daraus her, dass der berühmteste Träger dieses Namens aus dem Mutterleib geschnitten wurde |
| Kalaschnikow        | Michail Kalaschnikow             | |
| Kardanwelle         | Gerolamo Cardano                 | |
| Kelvin              | William Thomson, 1. Baron Kelvin | |
| Keynesianismus      | John Maynard Keynes              | |
| Kneippkur           | Sebastian Kneipp                 | |
| Knigge              | Adolph Freiherr von Knigge       | Autor des Buchs „Über den Umgang mit Menschen“ |
| Köchelverzeichnis   | Ludwig Ritter von Köchel         | verfasste ein „Chronologisch-thematisches Verzeichnis sämtlicher Tonwerke Wolfgang Amadé Mozarts“                                                                         |
| Kolpingwerk         | Adolph Kolping                   | |
| kyrillische Schrift | Kyrill von Saloniki              | |

## L
| Begriff               | Name                                     | Anmerkungen |
| --------------------- | ---------------------------------------- | --- |
| Langerhanssche Inseln | Paul Langerhans                          | |
| Lazarett              | Lazarus                                  | Freund Jesu Christi, von diesem aus dem Tode erweckt |
| Leitzordner           | Louis Leitz                              | |
| Leninismus            | Wladímir Iljítsch Uljánow, genannt Lenin | |
| Levi’s                | Levi Strauss                             | |
| Litfaßsäule           | Ernst Litfaß                             | |
| Ludolfsche Zahl       | Ludolf van Ceulen                        | |
| lukullisch            | Lucius Licinius Lucullus                 | |
| Lumbecken             | Emil Lumbeck                             | Klebebindung in der Buchherstellung |
| Lutz                  | Alois Lutz                               | Sprung beim Eiskunstlauf |
| Lynchen               | Charles Lynch                            | Richter, der im Amerikanischen Unabhängigkeitskrieg sowohl englandtreue Loyalisten als auch vermeintlich Kriminelle ohne ordentliches Gerichtsverfahren bestrafen ließ |
| Lyzeum                | Apollon Lykeios                          | ein dem Apollon Lykeios geweihter Hain nebst Gymnasion bei Athen |

## M
| Begriff             | Name                                | Anmerkungen |
| ------------------- | ----------------------------------- | --- |
| Maggi               | Julius Maggi                        | |
| Magnolie            | Pierre Magnol                       | |
| Mansarde            | François Mansart                    | |
| Maoismus            | Mao Zedong                          | |
| Marshallplan        | George Catlett Marshall             | |
| Marxismus           | Karl Marx                           | |
| Masochismus         | Leopold von Sacher-Masoch           | |
| Mausoleum           | Maussollos                          | persischer Satrap in Kleinasien sein Grabmal, das Mausoleion, zählt zu den Sieben Weltwundern                                                                       |
| Maxwell-Gleichungen | James Clerk Maxwell                 | |
| Mäzen               | Gaius Cilnius Maecenas              | versuchte sich erfolglos in der Dichtkunst und förderte junge Dichter                                                                                               |
| Melitta             | Melitta Bentz                       | Erfinderin des Kaffeefilters |
| Mendelsche Regeln   | Gregor Mendel                       | |
| Mentor              | Mentor                              | Freund des Odysseus und Beschützer dessen Sohnes Telemachos, erfahrene Person, die als Ratgeber fungiert                                                            |
| Mercedes            | Mercédès Jellinek                   | Namenspatronin der Automobilmarke sowie des Hotels Mercedes in Paris.                                                                                               |
| Molotowcocktail     | Wjatscheslaw Michailowitsch Molotow | 1939/40 von finnischen Soldaten in Anlehnung an den damaligen sowjetischen Außenminister benutzt, welcher für die Invasion in Finnland verantwortlich gemacht wurde |
| Moniereisen         | Joseph Monier                       | Der Franzose Joseph Monier erhielt 1867 das erste Patent für die Herstellung von Beton in Verbindung mit Stahl (Bewehrungsstahl)                                    |
| Morsen              | Samuel Morse                        | |
| Mößbauer-Effekt     | Rudolf Mößbauer                     | |
| Mozartkugel         | Wolfgang Amadeus Mozart             | |

## N
| Begriff       | Name                   | Anmerkungen |
| ------------- | ---------------------- | --- |
| Neandertal    | Joachim Neander        | Tal des Flüsschens Düssel bei Mettmann, wo Neander häufig komponierte und Gottesdienste abhielt                |
| Nebelwerfer   | Rudolf Nebel           | |
| Nescafé       | Henri Nestlé           | |
| Nestor        | Nestor                 | Held der griechischen Mythologie, vereinigte Altersweisheit, Beredsamkeit, Redlichkeit und heitere Lebenskunst |
| Newton        | Isaac Newton           | |
| Nikotin       | Jean Nicot             | führte Tabak als Heilpflanze in Frankreich ein                                                                 |
| Nissenhütte   | Peter Norman Nissen    | für die britische Armee von Peter Norman Nissen entwickelte Wellblechhütte mit rundem Dach                     |
| Nobelpreis    | Alfred Nobel           | |
| Nordmanntanne | Alexander von Nordmann | finnischer Zoologe, Botaniker und Paläontologe                                                                 |

## O
| Begriff         | Name                 | Anmerkungen                                                                                |
| --------------- | -------------------- | ------------------------------------------------------------------------------------------ |
| Öchsle, Oechsle | Ferdinand Öchsle     | Erfinder der Most- und Weinwaage                                                           |
| Ohm             | Georg Simon Ohm      |                                                                                            |
| Onanie          | Onan                 | biblische Gestalt                                                                          |
| Ottomotor       | Nikolaus August Otto | Otto ist nicht der Erfinder des Ottomotors, welcher ihm zu Ehren seit 1940 so genannt wird |

## P
| Begriff             | Name                                  | Anmerkungen |
| ------------------- | ------------------------------------- | --- |
| Panik               | Pan                                   | Hirtengott der griechischen Mythologie                                                                                          |
| Pappenheimer        | Gottfried Heinrich Graf zu Pappenheim | Ausspruch „Ich kenne meine Pappenheimer!“ war ursprünglich positiv gemeint                                                      |
| Parkinson-Krankheit | James Parkinson                       | |
| Pasteurisieren      | Louis Pasteur                         | |
| Pawlowscher Reflex  | Iwan Petrowitsch Pawlow               | |
| Porsche             | Ferry Porsche                         | |
| Potjomkinsches Dorf | Grigori Alexandrowitsch Potjomkin     | |
| Praline             | César de Choiseul du Plessis-Praslin  | |
| Pullmanwagen        | George Mortimer Pullman               | |
| Pyrrhussieg         | Pyrrhus                               | König der Molosser, nach seinem Sieg über die Römer 279 v. Chr. zu einem Vertrauten: „Noch so ein Sieg, und wir sind verloren!“ |

## Q
| Begriff  | Name            | Anmerkungen |
| -------- | --------------- | --- |
| Quisling | Vidkun Quisling | norwegischer faschistischer Politiker und Offizier, rief eine vorläufige Regierung aus, in der Hoffnung, von den Deutschen unterstützt zu werden |

## R
| Begriff        | Name                             | Anmerkungen                                                                  |  |
| -------------- | -------------------------------- | ---------------------------------------------------------------------------- |  |
| Radetzkymarsch | Josef Wenzel Radetzky von Radetz | bedeutender Heerführer Österreichs in der ersten Hälfte des 19. Jahrhunderts |  |
| Raiffeisen     | Friedrich Wilhelm Raiffeisen     |                                                                              |  |
| Reuters        | Paul Julius Reuter               |                                                                              |  |
| Richterskala   | Charles Francis Richter          |                                                                              |  |
| Ricola         | Emil Wilhelm Richterich          | Richterich & Co. Laufen, Süßwaren- und Teehersteller                         |  |
| Rittberger     | Werner Rittberger                | Sprung beim Eiskunstlauf                                                     |  |
| Robinie        | Jean Robin                       |                                                                              |  |
| Röntgen        | Wilhelm Conrad Röntgen           | Physiker                                                                     |  |

## S
| Begriff        | Name                                                   | Anmerkungen |  |
| -------------- | ------------------------------------------------------ | --- |  |
| Sachertorte    | Franz Sacher                                           | |  |
| Sadismus       | Donatien-Alphonse-François de Sade                     | französischer Adeliger und Autor teils pornografischer, teils philosophischer Bücher                                                                  |  |
| Salchow        | Ulrich Salchow                                         | Sprung beim Eiskunstlauf |  |
| Sandwich       | John Montagu, Fourth Earl of Sandwich                  | englischer Adeliger, erfand das Sandwich, um während der Arbeit / des Glücksspiels essen zu können                                                    |  |
| Saxophon       | Adolphe Sax                                            | |  |
| Schrammelmusik | Johann Schrammel                                       | |  |
| Schrapnell     | Henry Shrapnel                                         | |  |
| Schrebergarten | Moritz Schreber                                        | |  |
| Schrothkur     | Johann Schroth                                         | |  |
| Schwannom      | Theodor Schwann                                        | |  |
| Schwarzpulver  | Berthold Schwarz                                       | |  |
| Serendipität   | Serendip                                               | Eine alte, von arabischen Händlern geprägte Bezeichnung für Ceylon, des heutigen Sri Lankas.                                                          |  |
| Silhouette     | Étienne de Silhouette                                  | |  |
| Sorbonne       | Robert de Sorbon                                       | |  |
| Stalinismus    | Iosseb Bessarionis dse Dschughaschwili, genannt Stalin | |  |
| Stiefografie   | Helmut Stief                                           | deutscher Presse- und Parlamentsstenograf (1906–1977); veröffentlichte in den 1960er Jahren ein sehr leicht und schnell erlernbares Stenografiesystem |  |
| Stirlingmotor  | Robert Stirling                                        | schottischer Geistlicher und Ingenieur |  |
| Stresemann     | Gustav Stresemann                                      | deutscher Politiker |  |
| Sütterlin      | Ludwig Sütterlin                                       | Grafiker |  |

## T
| Begriff       | Name                    | Anmerkungen                                              |
| ------------- | ----------------------- | -------------------------------------------------------- |
| Teddybär      | Theodore Roosevelt      | weigerte sich, ein angebundenes Bären-Baby zu erschießen |
| Tesla         | Nikola Tesla            |                                                          |
| Teslaspule    | Nikola Tesla            |                                                          |
| Thatcherismus | Margaret Thatcher       | ehemalige britische Premierministerin                    |
| Thomasmehl    | Sidney Gilchrist Thomas |                                                          |
| Thomasstahl   | Sidney Gilchrist Thomas |                                                          |
| Thonetstuhl   | Michael Thonet          |                                                          |
| Titoismus     | Josip Broz Tito         |                                                          |

## U
| Begriff | Name    | Anmerkungen                                   |
| ------- | ------- | --------------------------------------------- |
| Uzi     | Uzi Gal | israelischer Waffendesigner und Armeeoffizier |

## V
| Begriff        | Name             | Anmerkungen |
| -------------- | ---------------- | --- |
| Verballhornung | Johann Balhorn   | Lübecker Buchdrucker, veröffentlichte eine Ausgabe des Lübecker Stadtrechts, die sinnentstellende Fehler enthielt |
| Volt           | Alessandro Volta | |

## W
| Begriff     | Name         | Anmerkungen                                                     |
| ----------- | ------------ | --------------------------------------------------------------- |
| Wal-Mart    | Sam Walton   | Der Name leitet sich vom Namen des Gründers ab (Walton’s Mart). |
| Wankelmotor | Felix Wankel |                                                                 |
| Watt        | James Watt   | schottischer Erfinder, verbesserte die Dampfmaschine            |

## Y
| Begriff          | Name       | Anmerkungen |
| ---------------- | ---------- | --- |
| Yale-Universität | Elihu Yale | spendete der Collegiate School in Saybrook den Verkaufserlös von neun Ballen Waren sowie 417 Bücher, dazu Schuleinrichtungen und ein Gemälde des britischen Königs Georg I. |

## Z
| Begriff  | Name                        | Anmerkungen                        |
| -------- | --------------------------- | ---------------------------------- |
| Zeppelin | Ferdinand Graf von Zeppelin | General und Luftschiffkonstrukteur |